# Dawn Steel
Dawn Leslie Steel (* 19. August 1946 in New York City; † 20. Dezember 1997 in Los Angeles) war eine US-amerikanische Filmstudio-Managerin und Filmproduzentin. Von 1987 bis 1990 war Steel Präsidentin des Filmstudios Columbia Pictures und damit die erste Frau, die ein großes Hollywood-Studio leitete.

## Leben
Dawn Steel wurde 1946 in New York City als eines von zwei Kindern des Ehepaars Nat und Lillian Steel geboren. Nach einer Erkrankung des Vaters und damit einhergehenden Finanzschwierigkeiten zog die Familie nach Long Island, wo Steel in Great Neck aufwuchs.
Ihr Studium an der Boston University brach sie nach einem Jahr ab, weil sie sich die Studiengebühren nicht mehr leisten konnte. Das nachfolgende Studium an der School of Commerce der New York University beendete sie ebenfalls ohne Abschluss. Danach folgten verschiedene Tätigkeiten als Rezeptionistin in einem Bekleidungsunternehmen, in einem kleinen Sportbuchverlag, dann als Sportjournalistin und schließlich als Merchandising-Leiterin des Männermagazins Penthouse. Danach gründete sie ihr eigenes Merchandising-Unternehmen Oh Dawn Inc. Ihre Idee, Toilettenpapier mit dem Gucci-Logo zu bedrucken, führte 1975 zu einem Rechtsstreit mit dem Modeunternehmen, der außergerichtlich beigelegt wurde. Steel verkaufte alle Anteile an ihrem Unternehmen an den Unternehmer Ronald Rothstein, mit dem sie in erster Ehe 10 Monate verheiratet war.
Steel begann ihre Karriere in Hollywood 1978 in der Merchandising-Abteilung von Paramount Pictures. Nach sechs Monaten wurde sie zur Leiterin der Abteilung Merchandising und Licensing befördert. Später wurde sie Vice President of Feature Production. In dieser Funktion trieb Steel stark die Entwicklung des Tanzfilms Flashdance voran, dessen Potential nur wenige Mitarbeiter im Unternehmen richtig einschätzten. Der Film entwickelte sich trotz negativer Kritiken zu einem Hit und spielte bei einem Produktionsbudget von 7 Mio. US-Dollar weltweit 201 Mio. US-Dollar Box Office ein. Steel gehörte neben Michael Eisner, Don Simpson und Jeffrey Katzenberg zur später von der Presse als „Killer Dillers“ bezeichneten Gruppe aufstrebender Filmmanager, die von Barry Diller protegiert wurden. Nachdem Don Simpson seine Stelle als President of Worldwide Production verloren hatte, übernahm Steel 1984 diese Position. Sie verantwortete unter anderem die Entstehung von Filmen wie Top Gun, Eine verhängnisvolle Affäre und Angeklagt.
Nach dem Weggang von Barry Diller verlor Steel ihren Einfluss im Unternehmen. Während der Abwesenheit für die Geburt ihrer Tochter 1987 wurde Gary Lucchesi zum Executive Vice President des Studios ernannt, der direkt an den neuen Paramount-Leiter Ned Tanen berichtete. Steel betrachtete diesen Vorgang als „Verrat“. Sie kündigte bei Paramount und wollte sich als unabhängige Filmproduzentin versuchen.
Kurz darauf wurde ihr die Position als Präsidentin des Filmstudios Columbia Pictures angeboten, wo sie sowohl die Filmproduktion als auch das Marketing und den Filmverleih verantwortete. Steel hatte unter anderem mit den Auswirkungen des Writers Guild Streiks 1988 zu kämpfen und musste in den ersten Monaten die von ihrem Vorgänger David Puttnam freigegebenen Filmprojekte vorantreiben, unter denen viele kleinere, eher künstlerische Filme waren. Später verpflichtete sie Stars wie Michael Douglas und Madonna und trieb die Entwicklung von Mainstream-Filmen wie Ghostbusters II, Grüße aus Hollywood und Harry und Sally voran. Daneben musste sie aber auch immer wieder diverse Flops verkraften. Die Bilanz ihrer Führungsjahre galt als eher durchwachsen. Nach der Übernahme des Studios durch Sony Pictures Entertainment blieb Steel zunächst bei Columbia. Da ihre Zusammenarbeit mit dem neuen Co-Chairman Jon Peters jedoch nicht reibungslos lief, verließ sie das Unternehmen im Januar 1990.
Im gleichen Jahr gründete sie ihr eigenes Produktionsunternehmen Steel Pictures, das einen Vertrag mit den Walt Disney Studios schloss. Für Disney produzierte Steel die Erfolgskomödie Cool Runnings – Dabei sein ist alles und die Fortsetzung Sister Act 2 – In göttlicher Mission.
1994 fusionierte sie Steel Pictures mit dem von ihrem Ehemann Charles Roven und Bob Cavallo betriebenen Produktionsunternehmen Roven/Cavallo Entertainment zum Produktionsunternehmen Atlas Entertainment, das einen vierjährigen First-Look-Deal mit Turner Pictures schloss. Mit Atlas produzierte Steel die Filme Dämon – Trau keiner Seele und Stadt der Engel.
Im Frühjahr 1996 wurde bei Steel ein Hirntumor entdeckt. Sie starb am 20. Dezember 1997 im Cedars-Sinai Medical Center im Alter von 51 Jahren.
Aus ihrer Ehe mit Charles Roven, die von 1985 bis zu Steels Tod hielt, ging 1987 die Tochter Rebecca Steel Roven hervor, die ebenfalls im Bereich der Filmproduktion tätig ist.

## Filmografie (Auswahl)
- 1992: Liebling, jetzt haben wir ein Riesenbaby (Honey, I Blew Up the Kid)
- 1993: Cool Runnings – Dabei sein ist alles (Cool Runnings)
- 1993: Sister Act 2 – In göttlicher Mission (Sister Act 2: Back in the Habit)
- 1995: Angus – voll cool (Angus)
- 1998: Dämon – Trau keiner Seele (Fallen)
- 1998: Stadt der Engel (City of Angels)

## Auszeichnung
- 1989: Women in Film’s Crystal Award[10]

## Autobiografie
- Dawn Steel: They Can Kill You… But They Can't Eat You: Lessons from the Front. Pocket Books, New York, 1993, ISBN 978-0-671-73832-7.